# 990年代
990年代（きゅうひゃくきゅうじゅうねんだい）は、西暦（ユリウス暦）990年から999年までの10年間を指す十年紀。

## できごと

### 990年
- 藤原兼家、関白就任。藤原道隆、摂政・関白就任。

### 991年
- イングランドにノルウェー王オーラヴ1世来襲する。デーンゲルドの徴収始まる

### 993年
- この頃清少納言が枕草子を記す（成立年代については諸説あり）。

### 995年
- 藤原道兼、関白に就任するが、就任後12日で死亡し、「七日関白」と称される。
- 藤原道長が内覧となり、事実上の摂政となる。

### 997年
- イシュトヴァーン1世がハンガリー王国を興す。

### 999年
- カラハン朝がブハラを占領しサーマーン朝を滅ぼす。